# Стара Кршља
Стара Кршља је насељено место у општини Раковица, на Кордуну, Карловачка жупанија, Република Хрватска.

## Географија
Стара Кршља се налази око 6 км источно од Раковице.

## Историја
Стара Кршља се од распада Југославије до августа 1995. године налазила у Републици Српској Крајини. До 1991. била је у саставу насељеног места Машвина, а од 2001. је самостално насеље. До територијалне реорганизације у Хрватској налазила се у саставу бивше велике општине Слуњ.

## Становништво
Према попису становништва из 2011. године, насеље Стара Кршља је имало 7 становника.

### Број становника по пописима
| Националност   | 2001. | 1991. | 1981. | 1971. | 1961. | 1953. | 1948. | 1931. | 1921. | 1910. | 1900. | 1890. | 1880. | 1869. | 1857. |
| бр. становника | 3     | %     | %     | 112   | 213   | 200   | 177   | 632   | 568   | 704   | 381   | 375   | 720   | 796   | 705   |

- напомене:

У 2001. настало издвајањем из насеља Машвина. До 1948. исказивано као насеље, а од 1953. као део насеља. У 1981. и 1991. подаци садржани у насељу Машвина.

### Национални састав
| Националност       | 2001. |
| Хрвати             | %     |
| Срби               | %     |
| Југословени        | %     |
| остали и непознато | %     |
| Укупно             | 3     |

- за остале пописе видети под: Машвина.